# 第11回JBCクラシック
第11回JBCクラシックは2011年11月3日に大井競馬場で開催された競馬競走である。トランセンドとスマートファルコンによる、ダート最強を決める事実上のマッチレースとして注目された。

## レース施行時の状況
JBCは毎年、全国の地方競馬場を持ち回りで開催され、第11回目の開催となった2011年は地方競馬随一の規模を誇る大井競馬場で行われた。本年より行われることになった牝馬限定のレディスクラシック、スプリントがともに31年ぶりのコースレコードが更新され、クラシックはJBC3競走の3つ目のレースとして行われた。

JBCクラシックはフルゲートで地方所属馬10頭、中央所属馬6頭が出走できたが、最終的に出走した地方所属馬8頭、中央所属馬4頭の計12頭で争われた。当時ダート4強といわれていた内の中央所属のエスポワールシチーと地方所属のフリオーソが出走を回避したため、残る2頭のトランセンド・スマートファルコンとそれ以外の出走10頭の力の差は歴然としており、事実上2頭によるダート最強決定戦となった。
スマートファルコン（牡6歳）は、3歳の夏に出走した小倉のダート戦以後は一貫して地方競馬の交流重賞のみを走り続け、本競走には2010年のJBCクラシックから6連勝で乗り込んだ。今年度の最大目標をドバイワールドカップと設定し、秋の2戦目として日本レコードを出した大井競馬場2,000mの舞台が選ばれた。
トランセンドは前年のみやこステークス優勝以後、ジャパンカップダート、フェブラリーステークスとGIを2連勝し、ドバイワールドカップでも2着。海外遠征の休み明け緒戦となった第24回マイルチャンピオンシップ南部杯も勝ち、こちらはJRAのレースでは無敗だった。こちらもドバイを目標としていたが、スマートファルコンと戦いたいというオーナーの希望によりJBCクラシック出走を決め、ファンが待ち望んでいた決戦が実現した。

## 出走馬と枠順
| 枠番 | 馬番 | 競走馬名           | 性齢 | 騎手     | オッズ      | 調教師   | 馬主                   |
| ---- | ---- | ------------------ | ---- | -------- | ----------- | -------- | ---------------------- |
| 1    | 1    | シビルウォー       | 牡6  | 吉田豊   | 29.2(3人)   | 戸田博文 | （有）社台レースホース |
| 2    | 2    | サイレントスタメン | 牡5  | 金子正彦 | 541.3(10人) | 足立勝久 | 宮澤静雄               |
| 3    | 3    | フィールドルージュ | 牡9  | 酒井学   | 298.5(9人)  | 西園正都 | 地田勝三               |
| 4    | 4    | アプローチアゲン   | 牡7  | 永森大智 | 740.2(12人) | 雑賀正光 | 松本和男               |
| 5    | 5    | ボンネビルレコード | 牡9  | 的場文男 | 111.7(5人)  | 庄子連兵 | 塩田清                 |
| 5    | 6    | タガノサイクロン   | 牡8  | 木村健   | 257.5(7人)  | 森澤友貴 | 八木良司               |
| 6    | 7    | スウィングベル     | 牝4  | 宮川実   | 237.5(6人)  | 松木啓助 | 石本鈴雄               |
| 6    | 8    | コロニアルペガサス | 牝4  | 吉井友彦 | 638.1(11人) | 山中輝久 | （有）ホースケア       |
| 7    | 9    | トランセンド       | 牡5  | 藤田伸二 | 2.4(2人)    | 安田隆行 | 前田幸治               |
| 7    | 10   | スマートファルコン | 牡6  | 武豊     | 1.2(1人)    | 小崎憲   | 大川徹                 |
| 8    | 11   | グランシュヴァリエ | 牡6  | 本橋孝太 | 270.9(8人)  | 雑賀正光 | 宮崎忠比古             |
| 8    | 12   | テラザクラウド     | 牡4  | 今野忠成 | 59.8(4人)   | 荒山勝徳 | 海野修太郎             |

## レース展開
トランセンドはスマートファルコンの3馬身後方につけ、さらに4、5馬身差でシビルウォー、以後9頭は大きく離れてレースが進んだ。第3コーナーからトランセンドが前を捕らえに行くが、直線に入ってスマートファルコンが追い出して差を広げ、一時は4馬身ほどの差を付けた。残り100mを過ぎてからはスマートファルコンの脚色が鈍りトランセンドが差を詰めたが、最終的に1馬身の差を付けてスマートファルコンが逃げ切った。2着トランセンド、3着シビルウォーが入線し、4着以降は大差となった。
スマートファルコンは前年・船橋競馬場で行われたJBCクラシックから連覇達成。重賞通算17勝とし、歴代1位のオグリキャップと並んだ。鞍上の武豊騎手はJBCクラシック5年連続、6回目の勝利を挙げた。

## レース結果[5]

### 全着順
| 着順 | 馬番 | 馬名               | 勝ち時計 |
| 1着  | 6    | スマートファルコン | 2:02.1   |
| 2着  | 10   | トランセンド       | 1        |
| 3着  | 8    | シビルウォー       | 3 1/2    |
| 4着  | 7    | グランシュヴァリエ | 大差     |
| 5着  | 2    | テラザクラウド     | クビ     |
| 6着  | 5    | フィールドルージュ | 1 3/4    |
| 7着  | 11   | ボンネビルレコード | 1        |
| 8着  | 9    | サイレントスタメン | 5        |
| 9着  | 3    | タガノサイクロン   | クビ     |
| 10着 | 4    | スウィングベル     | 8        |
| 11着 | 12   | コロニアルペガサス | 5        |
| 12着 | 1    | アプローチアゲン   | アタマ   |

### 払戻
| 単勝式 | 1      | 120円 |
| 複勝式 | 10     | 100円 |
| 複勝式 | 9      | 100円 |
| 複勝式 | 1      | 120円 |
| 枠連   | 7-7    | 100円 |
| 馬連   | 9-10   | 100円 |
| ワイド | 9-10   | 100円 |
| ワイド | 1-10   | 140円 |
| ワイド | 1-9    | 150円 |
| 枠単   | 7-7    | 110円 |
| 馬単   | 10-9   | 150円 |
| 3連複  | 1-9-10 | 160円 |
| 3連単  | 10-9-1 | 250円 |

#### データ
| 1000m通過タイム | 60.7秒 |
| 上がり4ハロン   | 49.4秒 |
| 上がり3ハロン   | 34.4秒 |

## 2頭のその後
2頭はジャパンカップダートで再戦すると思われたが、スマートファルコンが疲労を理由に回避した。スマートファルコンは当年度から国際GI格付けとなった大井の東京大賞典を辛勝、川崎記念を圧勝した後、ドバイワールドカップに出走。スタート直後に躓いて10着に終わった。帰国後は秋シーズンの復帰を目指したが、9月に屈腱炎を発症し引退し、社台スタリオンステーションで種牡馬入りした。

トランセンドは同年のジャパンカップダートこそ勝ったものの、翌年のフェブラリーステークスではハイペースに巻き込まれて7着に惨敗し、ドバイワールドカップでもハイペースの逃げとなり13着に終わった。以後も精彩を欠き、2012年12月の東京大賞典後に引退、アロースタッドで種牡馬となった。